# ضیابر
ضیابر یکی از شهرهای استان گیلان است که مرکز بخش ضیابر شهرستان صومعه‌سرا است.

## جمعیت
براساس سرشماری مرکز آمار ایران در سال ۱۳۸۵، و شاخص بعد جمعیت کشور، جمعیت ضیابر حدود ۳،۳۸۸ نفر (۹۷۰ خانوار) است.
ضیابر دارای یک بازار هفتگی شناخته شده می‌باشد که در روزهای دوشنبه هر هفته تشکیل می‌شود و از تمامی روستاهاو شهرهای اطراف برای بازدید از این دوشنبه بازار به آنجا می‌آیند.
برخی ویژگی های منطقه ای و جغرافیایی سبب شده که اسم ضیابر در استان و کشور بیشتر شنیده شود که از جمله وجود بزرگترین ندامتگاه غرب گیلان با حدود ۱۰۰۰ نفر جمعیت(که در جمعیت ضیابر محاسبه نشده است) ، قرار گرفتن شهرک صنعتی شهرستان صومعه سرا در محدوده ضیابر ، شهر تاریخی و مدفون شده گسکر در هفت دغنان ضیابر ، مرکز تولید و عرضه چوب و باغات با ارزش صنوبر در کشور ، مرکزیت حمل و نقل جاده ای غرب گیلان ، مرز شهرستان صومعه سرا از سمت شرق با بندرانزلی از سمت شمال با رضوانشهر و از سمت غرب با ماسال ، مجاورت به طول حدود ۱۰ کیلومتر با تالاب بین المللی انزلی ، یکی از قطب های تولید و عرضه مرغ گوشتی و جوجه یکروزه در استان گیلان ،  قرار گرفتن در حاشیه کریدرور بین المللی شمال-جنوب کشور ، اتصال مستقیم به مرکز استان از طریق محور ضیابر-پیربازار(که محل عبور شهرستان های همجوار نیز می باشد) از جمله آنها می باشد.
یکی از دلایل شهرت ضیابر ، حلوا ضیابری است که یک نوع شیرینی سنتی محسوب می شود قدمت این حلوا به ۵۰۰ سال پیش می رسد و مردمان این شهر در روزهای نوروز این حلوا را تهیه می کنند.
همچنین ضیابر، در روزهای تاسوعا و عاشورای هر سال، شاهد مراسم تعزیه خوانی مفصلی می‌باشد که نه تنها در گیلان، بلکه در سطح ایران، از اعتباری بسیار بالا برخوردار است و از بهترین و کاملترین نمونه‌های تعزیه خوانی موجود می‌باشد.

## آثار تاریخی
ساختمان مرحوم آیت‌الله ضیابری